# Stangea calchaquina
Stangea calchaquina là một loài thực vật có hoa trong họ Kim ngân. Loài này được (Borsini) Borsini miêu tả khoa học đầu tiên năm 1944.